# Scopula inductata
Scopula inductata là một loài bướm đêm trong họ Geometridae.